# أريان لافريلو
أريان لافريلو هي صحفية فرنسية. عملت مراسلة مستقلة في القاهرة في صحيفة لو بوان الفرنسية، وأجرت تحقيقات استقصائية لصالح عدد من المجلات والصحف المتخصصة والمشهورة مثل بيلنجكات وميديا باريت.
أدلت لافريلو عام 2021 بشهادتها مع إيلي جوكيرت حول جرائم الحرب في سوريا، ونشرت في العام نفسه سلسلة مقالات حول عملية سيرلي، على موقع ديسكلوز، وذكرت فيها عن تورط المخابرات الفرنسية في انتهاكات حقوق الإنسان في مصر. رشحت سلسلة المقالات الاستقصائية في العام الموالي للمنافسة على جائزة ألبرت لندرس.
في 19 سبتمبر 2023 اعتقلت المديرية العامة للأمن الداخلي الصحفية أريان لافريلو ورجحت تقارير إعلامية وحقوقية أن سبب هذا الاعتقال هو فضحها للمخابرات الفرنسية وما تقوم به من انتهاكات حقوقية في الدول الأفريقية بما في ذلك مصر. أدانت العديد من المنظمات الحقوقية هذا الاعتقال، بما في ذلك منظمة العفو الدولية، ومراسلون بلا حدود، لجنة حماية الصحفيين، وعدد من الاتحادات الدولية والأوروبية للصحفيين ثم تظاهر العدد من الصحفيين في مرسيليا وفي مدن أخرى لدعمها، قبل أن تضطر فرنسا لإطلاق سراحها تحت الضغط الحقوقي وبعد الانتقادات الرسمية الكثيرة التي وجهت لباريس الذي يعد تضييقًا على حرية الصحافة بسبب كشف الصحفية للتلاعب في جهاز رسمي يتبع للدولة.